# Dressed to Kill
Dressed to Kill je třetí studiové album americké rockové skupiny Kiss. Jeho nahrávání probíhalo v únoru 1975 ve studiu Electric Lady Studios v New York City a album vyšlo v březnu téhož roku u vydavatelství Casablanca Records. Jeho producentem byla skupina Kiss a Neil Bogart.

## Seznam skladeb
| Pořadí | Název                  | Autor                    | Hlavní zpěvák    | Délka |
| ------ | ---------------------- | ------------------------ | ---------------- | ----- |
| 1.     | Room Service           | Paul Stanley             | Stanley          | 2:59  |
| 2.     | Two Timer              | Gene Simmons             | Simmons          | 2:47  |
| 3.     | Ladies in Waiting      | Simmons                  | Simmons          | 2:35  |
| 4.     | Getaway                | Ace Frehley              | Peter Criss      | 2:43  |
| 5.     | Rock Bottom            | Frehley, Stanley         | Stanley          | 3:54  |
| 6.     | C'mon and Love Me      | Stanley                  | Stanley          | 2:57  |
| 7.     | Anything for My Baby   | Stanley                  | Stanley          | 2:35  |
| 8.     | She                    | Simmons, Stephen Coronel | Simmons, Stanley | 4:08  |
| 9.     | Love Her All I Can     | Stanley                  | Stanley          | 2:40  |
| 10.    | Rock and Roll All Nite | Simmons, Stanley         | Simmons          | 2:49  |

## Obsazení
- Paul Stanley – zpěv, rytmická kytara
- Gene Simmons – zpěv, basová kytara, rytmická kytara
- Ace Frehley – sólová kytara
- Peter Criss – bicí, perkuse, zpěv

## Umístění
Album
| Hitparáda (1975)          | Umístění | Týdnů v hitparádě |
| ------------------------- | -------- | ----------------- |
| Kanadská albová hitparáda | 26       | -                 |
| US Billboard Pop Alba     | 32       | 29                |